# Noord-Saksisch voetbalkampioenschap 1928/29
In 1928/29 werd het dertiende Noord-Saksisch voetbalkampioenschap gespeeld, dat georganiseerd werd door de Midden-Duitse voetbalbond. Riesaer SV werd kampioen en plaatste zich voor de Midden-Duitse eindronde. De club verloor van Chemnitzer BC met 10:0.

## Gauliga
| Plaats | Club                 | Wed. | W  | G | V  | Saldo | Ptn.  |
| ------ | -------------------- | ---- | -- | - | -- | ----- | ----- |
| 1.     | 1. SV Riesaer 03     | 18   | 16 | 1 | 1  | 93:19 | 33:3  |
| 2.     | FC 1901 Roßwein      | 18   | 13 | 0 | 5  | 69:41 | 26:10 |
| 3.     | VfB 1910 Rochlitz    | 18   | 11 | 4 | 3  | 72:46 | 26:10 |
| 4.     | Döbelner SC 02       | 18   | 8  | 4 | 6  | 60:47 | 20:16 |
| 5.     | SpVgg Waldheim       | 18   | 6  | 5 | 7  | 44:78 | 17:19 |
| 6.     | SV Röderau           | 18   | 6  | 4 | 8  | 46:49 | 16:20 |
| 7.     | BC 1913 Hartha       | 18   | 6  | 3 | 9  | 52:55 | 15:21 |
| 8.     | FC 1911 Geringswalde | 18   | 5  | 2 | 11 | 44:69 | 12:24 |
| 9.     | SV 1911 Gröditz      | 18   | 3  | 4 | 11 | 37:63 | 10:26 |
| 10.    | SV Nünchritz         | 18   | 2  | 1 | 15 | 29:79 | 5:31  |

|  | Kampioen, geplaatst voor Midden-Duitse eindronde |
|  | Degradatie                                       |